# Barnaba Malaspina
Barnaba Malaspina (... – 7 novembre 1380) è stato un arcivescovo cattolico italiano.

## Biografia
Figlio di Azzolino II Malaspina marchese di Fosdinovo, nonché fratello di Spinetta il Grande Marchese di Verrucola e del prelato Gabriele, venne consacrato vescovo di Penne e Atri nel 1370 ed elevato al rango di arcivescovo di Pisa dieci anni più tardi, nel marzo 1380. Restò nella città pisana solo qualche mese, morendo a novembre dello stesso anno.